# Elecciones al Consejo Nacional de Bután de 2023
Las elecciones al Consejo Nacional de Bután correspondientes a la formación de su IV Legislatura, se realizaron el 20 de abril de 2023.

## Sistema electoral
Los 20 miembros del Consejo Nacional son elegidos de distritos electorales de un solo miembro mediante votación por mayoría absoluta. Los cinco miembros restantes son elegidos por el Druk Gyalpo.

## Resultados
| Dzongkhag                             | Candidato                          | Votos   | %     | Notas        |
| ------------------------------------- | ---------------------------------- | ------- | ----- | ------------ |
| Bumthang                              | Kencho Tshering                    | 4,381   | 40.1  | Elegido      |
| Bumthang                              | Kunzang Dorji                      | 2,261   | 20.7  | No Reelegido |
| Chukha                                | Sangay Dorji                       | 7,958   | 28.4  | Reelegido    |
| Chukha                                | Damcho Gyeltshen                   | 4,141   | 14.78 |              |
| Chukha                                | Hem Prasad Rai                     | 2,078   | 7.42  |              |
| Chukha                                | Tandin Wangchuk                    | 999     | 3.57  |              |
| Dagana                                | Birendra Chimoria                  | 7,143   | 25.88 | Elegido      |
| Dagana                                | Surjaman Thapa                     | 3,787   | 13.72 | No Reelegido |
| Dagana                                | Tshechu                            | 2,737   | 9.92  |              |
| Dagana                                | Dawa                               | 1,746   | 6.33  |              |
| Gasa                                  | Tshering                           | 986     | 43.26 | Elegido      |
| Gasa                                  | Dorji Khandu                       | 806     | 35.37 | No Reelegido |
| Haa                                   | Dago Tsheringla                    | 2,690   | 31.84 | Elegido      |
| Haa                                   | Ugyen Namgay                       | 2,101   | 24.87 | No Reelegido |
| Lhuntse                               | Kelzang Lhundup                    | 4,600   | 24.89 | Elegido      |
| Lhuntse                               | Tshering Penjor                    | 4,514   | 24.43 |              |
| Mongar                                | Tshering Wangchen                  | 6,066   | 15.9  | Elegido      |
| Mongar                                | Sonam Pelzom                       | 4,349   | 11.4  | No Reelegido |
| Mongar                                | Tashi Penjor                       | 3,591   | 9.41  |              |
| Mongar                                | Dorji Wangmo                       | 3,305   | 8.66  |              |
| Mongar                                | Chhimi Dorji                       | 1,993   | 5.22  |              |
| Mongar                                | Tshering Dorji                     | 1,255   | 3.29  |              |
| Mongar                                | Jigme Tenzin                       | 926     | 2.43  |              |
| Paro                                  | Ugyen Tshering                     | 3,547   | 16.99 | Reelegido    |
| Paro                                  | Jigme                              | 3,330   | 15.95 |              |
| Paro                                  | Gyeltshen Dukpa                    | 2,135   | 10.23 |              |
| Paro                                  | Ugyen Dorji                        | 2,047   | 9.8   |              |
| Paro                                  | Zecko                              | 882     | 4.22  |              |
| Pemagatshel                           | Jamyang Namgyal                    | 7,149   | 25.03 | Elegido      |
| Pemagatshel                           | Choining Dorji                     | 4,213   | 14.75 | No Reelegido |
| Pemagatshel                           | Yeshey Jamtsho                     | 3,999   | 14    |              |
| Punakha                               | Namgay Dorji                       | 3,316   | 17.65 | Elegido      |
| Punakha                               | Lhaki Dolma                        | 2,843   | 15.13 | No Reelegido |
| Punakha                               | Chencho Wangdi                     | 1,968   | 10.48 |              |
| Punakha                               | Dophu Dukpa                        | 1,627   | 8.66  |              |
| Punakha                               | Dorji Tenzin                       | 1,164   | 6.2   |              |
| Samdrup Jongkhar                      | Tshewang Rinchen                   | 5,639   | 19.64 | Elegido      |
| Samdrup Jongkhar                      | Tshering Norbu                     | 3,117   | 10.86 |              |
| Samdrup Jongkhar                      | Tempa Gyeltshen                    | 2,999   | 10.45 |              |
| Samdrup Jongkhar                      | Karma Tshering Wangchuk            | 2,081   | 7.25  |              |
| Samdrup Jongkhar                      | Ran Bahadur Biswa                  | 1,517   | 5.28  |              |
| Samdrup Jongkhar                      | Tshering Choeda                    | 965     | 3.36  |              |
| Samtse                                | Tashi Dendup                       | 7,161   | 13.82 | Elegido      |
| Samtse                                | Kumar Ghalley                      | 5,202   | 10.04 |              |
| Samtse                                | Subash Sharma                      | 4,751   | 9.17  |              |
| Samtse                                | Ngawang Tshering                   | 3,585   | 6.92  |              |
| Samtse                                | Chungdu Tshering                   | 1,776   | 3.43  |              |
| Samtse                                | Pol Prasad Chapagai                | 1,595   | 3.08  |              |
| Samtse                                | Til Chand Sharma                   | 1,138   | 2.2   |              |
| Samtse                                | Samir Giri                         | 1,029   | 1.99  |              |
| Sarpang                               | Pema Tashi                         | 5,253   | 15.54 | Elegido      |
| Sarpang                               | San Bdr. Monger                    | 2,918   | 8.63  |              |
| Sarpang                               | Kuenga                             | 2,863   | 8.47  |              |
| Sarpang                               | Dechen Lhaden                      | 2,170   | 6.42  |              |
| Sarpang                               | Deo Kumar Rimal                    | 1,957   | 5.79  |              |
| Sarpang                               | Anand Rai                          | 1,848   | 5.47  | No Reelegido |
| Sarpang                               | Khari Lal Gurung                   | 1,091   | 3.23  |              |
| Sarpang                               | Rajesh Rai                         | 804     | 2.38  |              |
| Sarpang                               | Dorji Dukpa                        | 760     | 2.25  |              |
| Thimphu                               | Leki Tshering                      | 4,102   | 24.97 | Elegido      |
| Thimphu                               | Nima Gyeltshen                     | 3,046   | 18.54 |              |
| Trashigang                            | Sonam Tobgyel                      | 12,958  | 24.83 | Elegido      |
| Trashigang                            | Gongsar Karma Chhopel              | 5,584   | 10.7  |              |
| Trashigang                            | Jakar Dorji                        | 4,923   | 9.44  |              |
| Trashigang                            | Sangay Tenzin                      | 1,738   | 3.33  |              |
| Trashigang                            | Galey Tenzin                       | 987     | 1.89  |              |
| Trashiyangtse                         | Sonam Tenzin                       | 3,624   | 17.6  | Elegido      |
| Trashiyangtse                         | Ngawang Tashi                      | 2,708   | 13.15 |              |
| Trashiyangtse                         | Kiba Wangchuk                      | 1,690   | 8.21  |              |
| Trashiyangtse                         | Karma Gyeltshen                    | 1,350   | 6.56  | No Reelegido |
| Trashiyangtse                         | Sonam Tshering                     | 1,162   | 5.64  |              |
| Trongsa                               | Rinzin Namgyal                     | 3,109   | 27.95 | Elegido      |
| Trongsa                               | Sonam Penjor                       | 2,897   | 26.05 |              |
| Tsirang                               | Nima Wangdi                        | 5,359   | 20.52 | Elegido      |
| Tsirang                               | Sarvajit Rai                       | 3,382   | 12.95 |              |
| Tsirang                               | Yangkhu Tshering Sherpa            | 2,689   | 10.29 |              |
| Tsirang                               | Narapati Nepal                     | 1,146   | 4.39  |              |
| Tsirang                               | Raghu Nath Nepal                   | 921     | 3.53  |              |
| Tsirang                               | Gopal Thapa                        | 886     | 3.39  |              |
| Wangdue Phodrang                      | Phub Dorji                         | 4,143   | 18.52 | Elegido      |
| Wangdue Phodrang                      | Nim Gyeltshen                      | 3,498   | 15.64 |              |
| Wangdue Phodrang                      | Ugyen                              | 3,176   | 14.2  |              |
| Wangdue Phodrang                      | Karma Dorji                        | 2,204   | 9.85  |              |
| Wangdue Phodrang                      | Kuenley Tshering                   | 1,709   | 7.64  |              |
| Zhemgang                              | Tshering Tshomo                    | 3,170   | 15.45 | Elegido      |
| Zhemgang                              | Sonam Leki                         | 2,930   | 14.28 |              |
| Zhemgang                              | Thinley Jamtsho                    | 2,781   | 13.55 |              |
| Zhemgang                              | Tshering Yeshi                     | 1,367   | 6.66  |              |
| Zhemgang                              | Samphel Dendup                     | 1,343   | 6.54  |              |
| Total                                 | Total                              | 265,441 | 100   |              |
| Votantes registrados/participación    | Votantes registrados/participación | 485,811 | 54.64 |              |
| Fuente: Election Commission of Bhutan |                                    |         |       |              |